# Okręg lubelski Kościoła Chrześcijan Baptystów w RP
Okręg lubelski – jeden z dziewięciu okręgów Kościoła Chrześcijan Baptystów w RP liczący 5 zborów i 2 placówki.
W roku 2013 okręg liczył 226 członków (nie licząc dzieci).

## Zbory
Lista zborów okręgu lubelskiego (w nawiasie nazwa zboru):
- zbór w Chełmie
- zbór w Lublinie
- zbór w Puławach
- zbór w Rokitnie-Okczynie
- zbór w Rudce

## Placówki
Lista placówek okręgu lubelskiego:
- placówka w Kraśniku
- placówka w Dęblinie